# 如夢之夢
《如夢之夢》是2000年代初期華人劇場最受矚目的一齣戲之一，是表演工作坊的創始人賴聲川個人從事劇場工作二十多年來最大膽的突破、同時也是最驚人的作品。整個構想是賴聲川在一次印度的旅行之中寫下的靈感，融合了他多年來的許多旅行經驗、思考，以及在藏傳佛法方面的學習。本劇於2000年2月在加州柏克萊大學，以工作坊形式做過三個小時半的呈現，英文演出。2000年5月則由台北藝術大學學生演出完整版，中文演出；2002年由香港話劇團於香港作全球首度的專業演出，2005年於台北國家戲劇院再度演出。
本劇首創環繞形式的劇場，將觀眾席置於中央，舞台則環繞關眾席搭建；演出時間長達七至八個小時，舞台包含八個方位，三個樓層，穿越時間（民國初年、現代）與空間（台北、巴黎、上海、北京、諾曼第）。

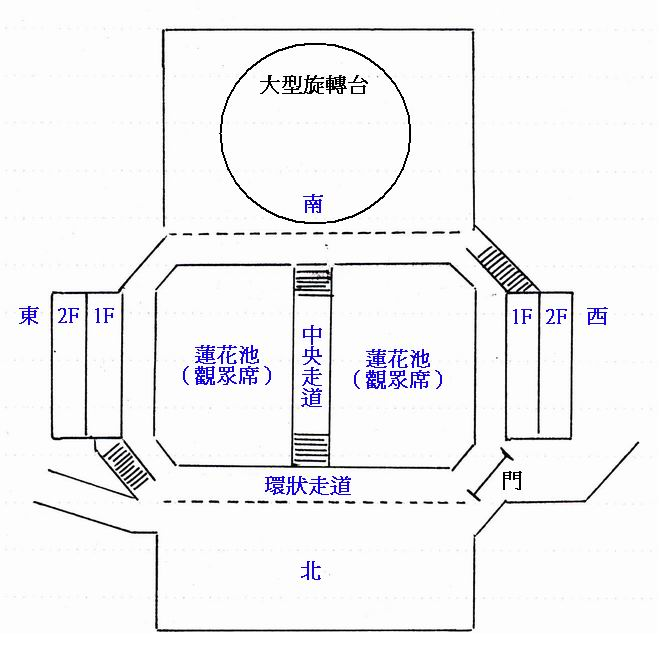
如夢之夢於2005年4月在台灣國家戲劇院演出之劇場方位圖

## 創作歷程
《如夢之夢》整個構想是賴聲川在一次印度的旅行之中寫下的靈感，融合了他多年來的許多旅行經驗、思考，以及在藏傳佛法方面的學習。根據賴聲川1999年印度旅行後回到台北完成的29頁劇情大綱，《如夢之夢》首先在台灣國立藝術學院（現台北藝術大學）甄選演員，然後於2000年1月中旬舉行五天的密集即興創作排練。之後，賴聲川應邀回母校加州柏克萊大學客座，用一個月的時間以英文繼續發展，2000年2月23日開始四天的「工作坊」形式，用英文演出三個半小時的戲。2000年2月，賴聲川回到台灣，繼續在藝術學院排練室以中文進行創作。過程中，曾先後向來臺訪問的《西藏生死書》作者索甲仁波切以及《僧侶與哲學家》作者馬修・李嘉德請教許多編劇上的細節。經過四個多月，《如夢之夢》完整版於2000年5月在國立藝術學院戲劇廳以中文演出。2002年，由香港話劇團於香港文化中心劇場演出。2005年，於台北國家戲劇院演出。2013年，《如夢之夢》展開亞太巡迴演出。

## 劇情大綱
- 序幕：集體故事《如夢之夢》
- 第一幕：醫學之外（台北2000）
- 第二幕：台北生與死（台北1993-98）
- 第三幕：尋找生命線索（法國1998）
- 第四幕：看見自己（法國1998）
- 第五幕：第七顆煎蛋的軌道（法國/上海1998-99）
- 第六幕：尋找顧香蘭（上海1999）
- 第七幕：危險遊戲（上海天仙閣妓院1932）
- 第八幕：異國之戀（上海天仙閣妓院1932）
- 第九幕：新伯爵夫人（法國1932-38）
- 第十幕：活著（法國1938-49）
- 第十一幕：一切可以重新來（法國1949-50/上海1999）
- 第十二幕：最後的旅程（法國1999-2000/台北2000）
- 餘音：戲演完了，我們可以走出劇場（台北現在）

## 演出紀錄
- 2000年    美國：加州柏克萊大學
- 2000年    臺灣：國立臺北藝術大學
- 2002年    香港：香港話劇團，獲第十二屆香港舞台劇「最佳整體演出」、「最佳服裝設計」及「最佳男配角（悲／正劇）」。
- 2005年    臺灣：臺北國家戲劇院
- 2013年    亞太巡迴演出[6]：北京保利劇院（4.1-4.14）、烏鎮大劇院（5.9-5.11）、上海東方藝術中心（6.10-6.23）、臺北國家戲劇院（8.19-9.1）、深圳保利劇院（9.28-9.29）、新加坡濱海藝術中心（2014.2.6-2.9）
- 2014年    中國大陸：北京保利劇院（12.24-12.28）
- 2015年    中國大陸：北京保利劇院（12.24-12.27）
- 2016年    中國大陸：上海東方藝術中心（2.18-2.21）
- 2019年    香港：香港話劇團
- 2021年    中國大陸全國巡迴演出：武漢琴台大劇院（4.23-4.25）、青島大劇院（5.28-5.30）、四川大劇院（6.25-6.27）、深圳保利劇院（8.27-8.29）、余杭大劇院（9.24-9.26）、北京保利劇院（12.22-12.26）
- 2022年    臺灣：臺北國家戲劇院

### 2002年香港話劇團全球首度專業演出
香港文化中心劇場
2002-05-04 ~ 05-22
製作／參與人員
| 主辦       | 香港話劇團                                                                                     |
| 編劇       | 賴聲川                                                                                         |
| 導演       | 賴聲川                                                                                         |
| 視覺總指標 | 伍珊卓                                                                                         |
| 副導演     | 馮蔚衡                                                                                         |
| 演員       | 汪明荃, 彭杏英, 秦可凡, 高翰文, 潘燦良, 毛俊輝, 陳煦莉, 郭紫韻, 洪迎喜, 黃哲希, 馮蔚衡, 潘璧雲 |
| 舞台設計   | 譚孔文                                                                                         |
| 服裝設計   | 黃智強                                                                                         |
| 燈光設計   | 簡立人                                                                                         |
| 音樂創作   | 洪瑞琦                                                                                         |

## 媒體評論
- 中國日報（China Daily）評為：「華人戲劇的重大里程碑，可能是自古以來最偉大的作品」[7]。
- 美國知名評論人Jonathan Kalb評為：「這個作品打破了劇場演出常規，卻讓觀眾意猶未盡甚至渴望更多」[8]。
- 丹麥消息報（页面存档备份，存于）評2013年的演出為：「《如夢之夢》是一齣傑作，西方世界正等待著它⋯⋯是一個全球性的藝術作品」[9]。
- 新加坡海峽時報（The Straits Times）：「《如夢之夢》真正屬於史詩的特質並不是漫長的長度和龐大的製作規模……而是其文化野心之廣度和深度。」[10]
- 北京新京報說：「《如夢之夢》的宏大不僅僅因為它八小時的演出長度，也不僅因為故事跨越了80年及四個地方，而是因為它立意高遠，境界幽深，充滿哲思與禪意。」[11]
- 林谷芳說：「對絕大多數的觀眾而言，觀賞《如夢之夢》應是終身難忘的經驗，它的印象最初雖來自場域的衝激，但有機地運用場域元素、引人的敘事本領，以及那許多似清未清的哲思拈提，這總體的結合，卻才是真正讓作品能在記憶中留下來的原因。」[12]
- 李立群說：「多年來的賴聲川，是在生活的學習和經歷中，先擁有了千斤之力後，才能在劇場裡玩這種「四兩撥千斤」的高級呈現，漂亮，無可批評，高明而又留下許多未盡空間。」[13]
- 香港經濟日報：「一個大戲川流不息......體現了毛俊輝所說的『史詩式旅程交響樂』的層次感」。[14]
- 鴻鴻說：「就像彼得，布魯克的《摩訶婆羅達》，《如夢之夢》也重新帶回現代劇場說故事的樂趣，並且，可以一千零一夜那樣不眠不休地說下去。」[15]
- 北京搜狐娛樂：「賴聲川控制力極強的講述技巧使得這情節繁複的故事流暢自如，觀眾不會知道下一秒會發生什麽，變成什麽樣子，但上一秒的精巧敘述會讓人自然期待下一秒的發生。」[16]
- 台灣英文新聞（Taiwan News）：「筆者目睹了這地標式劇場演出不可思議的情感震撼……賴聲川以大師手筆創造了關於生命旅程的經典作品。」[17]
- 中國新聞週刊：「《如夢之夢》最奇特之處，在於它完全顛覆了以往劇場看戲演員在前觀眾在後“隔岸觀火”的固有模式……賴聲川小心地經營著360度的舞臺空間，細膩平實的內容終究駕馭了形式。」[18]

## 劇本原創爭議
《如夢之夢》是2000年時，賴聲川與台北藝術大學學生集體創作而成，當初是作為學校作業。表演工作坊在中國宣傳《如夢之夢》時，只提到賴聲川，但沒提到北藝大學生，引起劇本原創性爭議。表演工作坊表示，《如夢之夢》最早是賴聲川在加州柏克萊大學構思出來，再經由學生集體創作而成，每次演出都不同，且當初學生皆已簽下著作權同意書。